# Christian 7 år
Christian 7 år er en dansk dokumentarfilm fra 1975 instrueret af Ulla Raben. Filmen blev sendt i forbindelse med DR's børneudsendelse Kikkassen.

## Handling
7-årige Christian er lam i begge ben og må derfor altid færdes i en rullestol. Filmen følger Christian hjemme, i skole og på fritidshjem.